# Zeved habat
Esta página contém alguns caracteres especiais e é possível que a impressão não corresponda ao artigo original.
Zeved habat ( em hebraico זבד הבּת ) ou Simchat bat são os termos que designam a cerimõnia de recebimento do nome das meninas judias ,sendo paralela ao ritual de brit milá para meninos , mas sem a brit milá por questões obvias.
Na cerimônia de Zeved habat , o pai da menina comparece no primeiro shabat após o nascimento desta . O rabino abençoa os pais da menina , que recebe o seu nome hebraico.